# Robert Hall

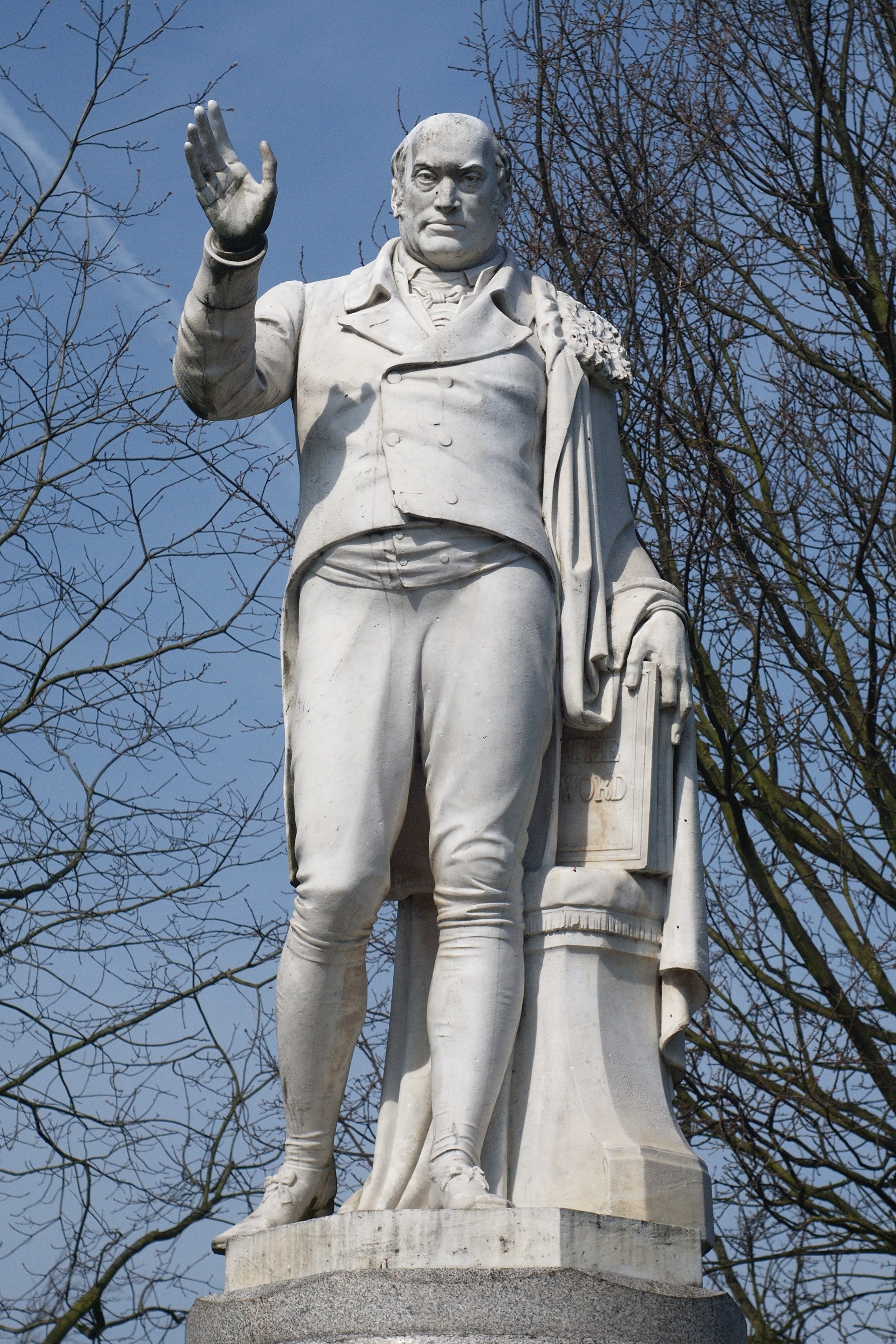
Pomnik Roberta Halla w Leicester

Robert Hall (ur. 2 marca 1764 w Arnesby w hrabstwie Leicestershire, zm. 21 lutego 1831 w Bristolu) – angielski teolog, pisarz, kaznodzieja, pastor baptystyczny.

## Życiorys
Był uczniem King's College w Aberdeen. Studia podjął na Uniwersytecie w Aberdeen. Od 1790 studiował na Uniwersytecie Cambridge.
Pierwsze publikacje pisał na tematy polityczne. W 1791 napisał dzieło pt. Chrześcijaństwo zgodne z umiłowaniem wolności w obronie dysydentów protestanckich, którzy byli atakowani politycznie przez Johna Claytona. Inne publikacje pisał na Uniwersytecie Cambridge: Zdrada (1801), Rozważania o wojnie (1802), Nastroje właściwe dla obecnego kryzysu (1803). Jego pisma (w tym teksty kazań) wydano w jednym tomie, który ukazał się w 1819 roku.
W mieście Leicester usytuowany jest pomnik Roberta Halla wykonany przez rzeźbiarza Jana Filipa Birnie oraz kościół noszący jego imię Robert Hall Memorial Baptist.